# Lester Towns
Lester Towns (Los Angeles, Kalifornia, 1977. augusztus 28. –) amerikai amerikaifutball-játékos és -edző, 2019-től a Los Angeles Valley Monarchs vezetőedzője.
A pasadenai középiskolában érettségizett, majd a Washingtoni Egyetemre járt. Később több csapat linebackere volt. A 2000-es NFL-draft hetedik körében a Carolina Panthers kiválasztotta.

## Eredményei vezetőedzőként
| Szezon                                                | Eredmény                                            | Eredmény                                            | Helyezés                                            |
| Szezon                                                | Összesen                                            | Konferencia                                         | Helyezés                                            |
| Los Angeles Valley Monarchs (American Metro League)   | Los Angeles Valley Monarchs (American Metro League) | Los Angeles Valley Monarchs (American Metro League) | Los Angeles Valley Monarchs (American Metro League) |
| ----------------------------------------------------- | --------------------------------------------------- | --------------------------------------------------- | --------------------------------------------------- |
| 2019                                                  | 3–6                                                 | 2–4                                                 | T–4.                                                |
| Los Angeles Valley Monarchs (American Pacific League) |                                                     |                                                     |                                                     |
| 2021                                                  | 3–7                                                 | 2–3                                                 | 4.                                                  |
| 2022                                                  | 3–7                                                 | 2–3                                                 | 4.                                                  |
| 2023                                                  | 4–6                                                 | 1–4                                                 | 5.                                                  |
| Összesen:                                             | 13–26                                               | 7–14                                                | –                                                   |

## Fordítás
- Ez a szócikk részben vagy egészben  a   Lester Towns című angol Wikipédia-szócikk ezen változatának fordításán alapul.  Az eredeti cikk szerkesztőit annak laptörténete sorolja fel. Ez a jelzés csupán a megfogalmazás eredetét és a szerzői jogokat jelzi, nem szolgál a cikkben szereplő információk forrásmegjelöléseként.